# Udea soratalis
Udea soratalis là một loài bướm đêm trong họ Crambidae.